# Les Pommiers de Fouesnant
Les Pommiers de Fouesnant est un roman autobiographique de Jeanne Bluteau publié en avril 1983 aux éditions Coop Breizh.

## Résumé
La jeunesse de Catherine Dhervé, institutrice brestoise mutée dans le village fictif de la Roche-aux-Moines, dépendant de Fouesnant, dans le sud Finistère, de 1936 et 1939. Entre son métier et ses démêlés avec les inspecteurs de la jeune éducation nationale, ses élèves, leurs familles de marins ou de paysans et leurs difficultés (alcoolisme, naufrages), ses premières amours, sa solitude, ses lectures, ses ballades et ses amis, Catherine passe progressivement de la jeune fille ingénue à la femme décidée, alors que l'horizon international s'assombrit...

## Personnages
- Catherine Dhervé : l'héroïne, jeune institutrice
- Mélusine : surnom que Catherine donne à sa bicyclette
- Janick Le Meur, Marie Laouénan, Yvon Gentric, Guillaume Gouesnarc'h, Alain Gentric, Marcelle Kerné, Yann, Elise et Lili Morvan, Marcel, Josik, Georgette : des élèves de Catherine
- Marie-Etienne : amie brestoise de Catherine
- Marie-Anna : voisine de Catherine à la Roche-aux-Moines
- Gervais : garçon dont Catherine est amoureuse
- Limozan : prétendant de Catherine
- Lisa : amie de Gervais
- Denise : amie parisienne de Catherine
- Bjorn Anderson : suédois en visite à Paris
- Ivo : étudiant tchèque en visite à Paris, étudiant aux Beaux-Arts à Prague
- Ivor Lewis : étudiant anglais en visite à Paris
- Sylvia Hanoca : israélite en voyage à Paris
- Mme et M. Monnier : couple d'instituteurs au village de Kergoat, collègues de Catherine

## Lieux de l'action
- Fouesnant
- Bénodet
- Brest
- Paris

## Éléments autobiographiques
Jeune institutrice, Jeanne Bluteau est mutée à Mousterlin, hameau de Fouesnant, en 1937. Elle s'en inspire pour écrire les Pommiers de Fouesnant. À la fin du roman, une photographie de l'auteur portant la coiffe de Fouesnant, et nommée Catherine, du nom de son héroïne, confirme cela. Laissé à l'état de manuscrit pendant des années, l'auteur décide de publier l'ouvrage au début des années 1980.

## Erreur
Lors de ses vacances parisiennes au cours de l'été 1938, Catherine se rend à la Comédie-Française ou elle assiste à une représentation de la pièce Le Chandelier d'Alfred de Musset, avec Madeleine Renaud dans le rôle titre. Or, c'est en 1936 que cette pièce est donnée avec la comédienne.

## Structure du roman
Le roman est divisé en trois parties, sans titre, sauf la deuxième, qui constitue dans sa quasi-totalité le journal de Catherine entre le 1er octobre 1937 et la fin juillet 1938. Chacune des parties constitue grosso modo une année scolaire, vacances comprises à cette époque-là.
- Première partie : De septembre 1936 à la fin du mois de septembre 1937.
- Deuxième partie, intitulée journal de Catherine : Du 1er octobre 1937 à la fin du mois de septembre 1938, son journal s'arrêtant à la fin du mois de juillet.
- Troisième partie : D'octobre 1938 à juillet 1939.

## Illustrations
Le roman comprend huit illustrations de l'auteur, dont une sur la couverture, ainsi qu'une photographie en noir et blanc, nommée du nom de l'héroïne, Catherine, en réalité l'auteur elle-même, portant la coiffe de Fouesnant.

## Dédicace
Le roman est dédié à trois femmes : Jeanne Apéré, Marcelle Rognant et Marie-Dorothée Picard.

## Exergue
Un poème de Rainer Maria Rilke, La vague ne se tait jamais, précède le roman.

## Éditions
- Les Pommiers de Fouesnant, éditions Coop Breizh, 1983, Pont-l'Abbé, avec des illustrations de l'auteur, 218 p.